# Guerre du Roi Philip
Pour les articles homonymes, voir Philip.
La guerre du Roi Philip (King Philip's War en anglais) fut une guerre opposant les Amérindiens Wampanoag et Narraganssett aux colons anglais et leurs alliés amérindiens de Nouvelle-Angleterre. Les combats eurent lieu entre 1675 et 1676, dans le sud de la région des États-Unis aujourd'hui appelée Nouvelle-Angleterre. Près d'un dixième des Amérindiens et des Anglais furent tués ou blessés. Le conflit se termina par la victoire des colons anglais qui finirent, grâce à leurs alliés Iroquois, par tuer Metacomet, le chef de la tribu wampanoag qui mena celle-ci en guerre contre les Anglais.
La guerre est nommée d'après le principal chef du côté amérindien, Metacomet (appelé King Philip par les Anglais) fils de Massasoit, grand sachem des Wampanoag.

## Causes de la guerre
Les causes qui ont amené les Wampanoag à entrer en conflit avec les colons de Nouvelle-Angleterre sont assez nombreuses. Les motivations premières de Metacomet, sachem des Wampanoag depuis la fin des années 1660, étaient avant tout de s'opposer à la pression colonisatrice des Anglais arrivant toujours plus nombreux en Amérique du Nord. Les nouveaux colons ne tardèrent pas à envahir l'intérieur des terres et voulurent acheter celles-ci aux Amérindiens locaux, c'est-à-dire aux Wampanoag et aux Narragansetts. Ceux-ci, ignorant tout de la notion de propriété privée, considéraient comme du vol les achats de terres faits par les colons qui, d'ailleurs, ne se privaient pas parfois pour tromper les Amérindiens.
Une autre raison qui amena à la guerre fut sans doute l'injustice et les différences flagrantes qui existaient entre la société amérindienne et la société anglaise. En effet, un colon qui tuait un Amérindien n'était pas inquiété par les autorités coloniales de Nouvelle-Angleterre, mais le meurtre d'un Anglais par un Amérindien était passible de mort. Pire encore, il devait passer devant un tribunal anglais, et était jugé par eux et non par les siens. De plus, les Anglais considéraient les tribus amérindiennes comme un « mur » qu'il fallait écarter pour laisser place à la civilisation. Cet état d'esprit, fossé culturel entre Amérindiens et colons anglo-américains qui allait s'élargissant, précipita sans aucun doute la colonie dans la guerre, Metacomet désirant se venger des Anglais et les expulser définitivement de Nouvelle-Angleterre.

## Le déroulement

### Les préparatifs amérindiens
Metacomet a le projet d'entrer en guerre contre la colonie depuis 1670, mais, n'étant pas tout à fait prêt, il doit attendre cinq ans, cinq années qu'il met à profit pour se préparer militairement. Sachant que sa tribu ne peut se battre seule contre les colons puritains du Massachusetts, il fait alliance avec plusieurs autres tribus et tente de les rallier à sa cause. Il fait aussi des stocks d'armement qu'il rassemble secrètement. Les préparatifs restent secrets, mais la guerre éclate avant que les Wampanoags ne soient totalement prêts, la situation se dégradant brusquement lorsque trois Indiens wampanoags sont pendus par les Anglais pour avoir tué un Amérindien christianisé nommé Sassamon.

### Le soulèvement wampanoag

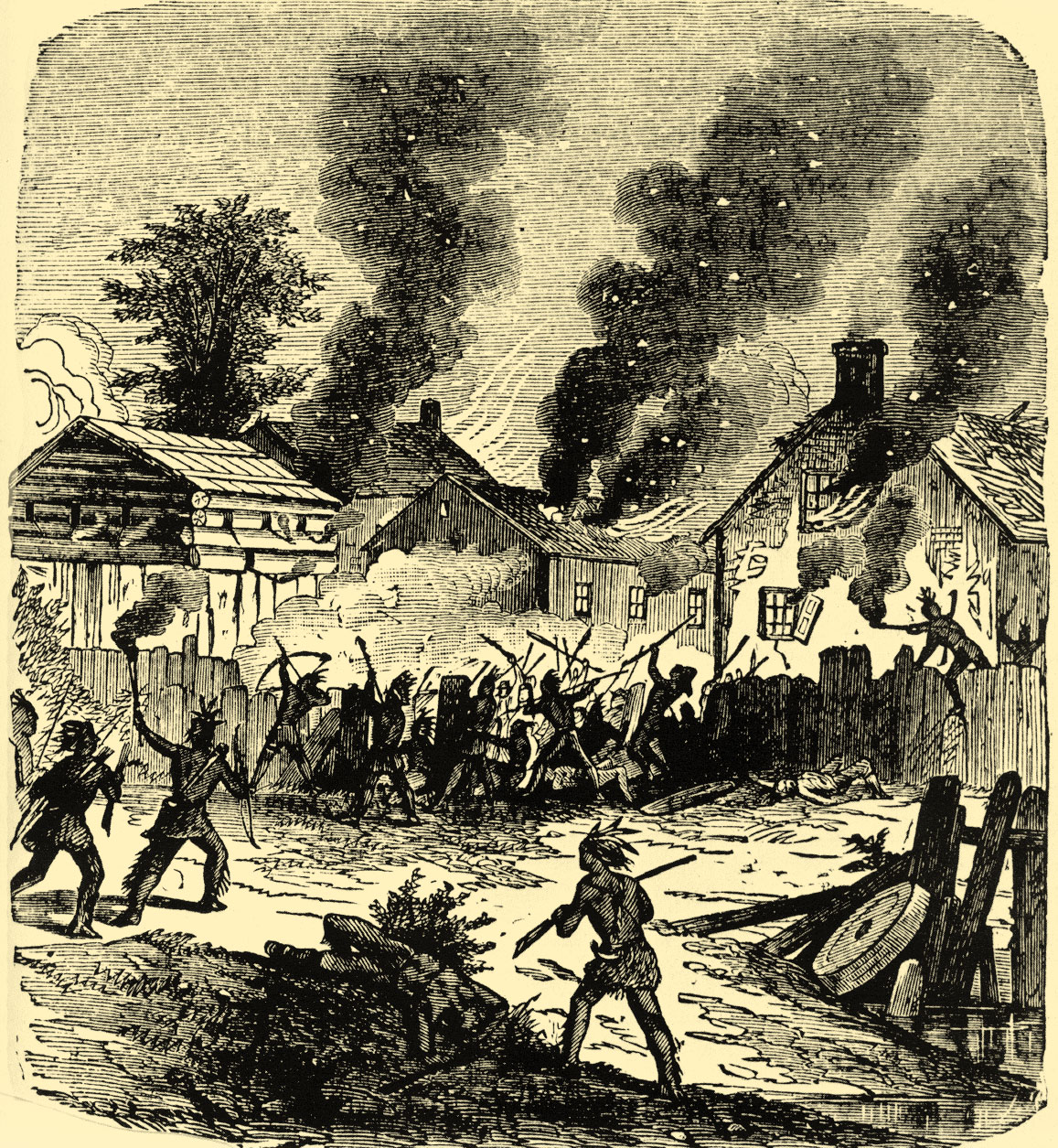
2 août 1675 : Attaque de Brookfield (Connecticut) par les Amérindiens.

La guerre commence le 24 juin 1675, lorsqu'un parti de guerriers wampanoags attaque des colons à Swansea, ce qui provoque la mort de neuf Anglais. Les Wampanoags du Roi Philip déferlent alors sur la colonie et obtiennent tout d'abord de nombreux succès, qui convainquirent les Narragansets et les Nipmucs de se joindre à Metacomet et à ses guerriers. La situation devient vite intenable pour les Puritains du Massachusetts qui voient leurs implantations ravagées et détruites par les Amérindiens. Ceux-ci arrivent à rayer de la carte douze implantations coloniales et les Anglais essuient de lourdes pertes.
Pendant l'hiver 1675-1676 des attaques ont eu lieu à Andover, Bridgewater, Chelmsford, Groton, Lancaster, Marlborough, Medfield, Medford, Portland, Providence, Rehoboth, Scituate, Seekonk, Simsbury, Sudbury, Suffield, Warwick, Weymouth et Wrentham, ainsi qu'aux villes de Norfolk et Plainville.

### Aide étrangère au soulèvement du Roi Philip

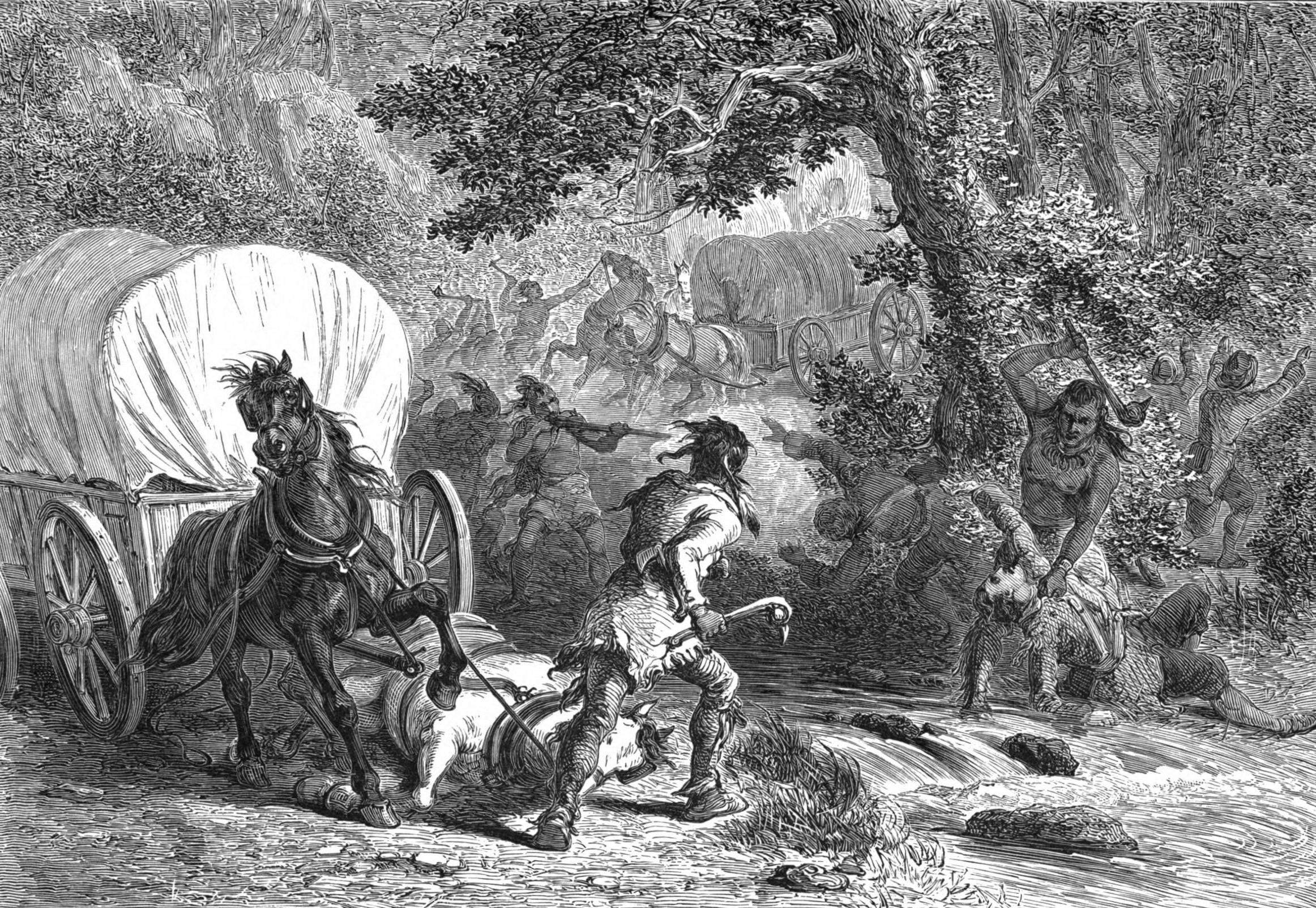
La, le 18 septembre 1675.

Les Wampanoags, bien qu'ils aient constitué de vastes stocks d'armes, continuent tout de même à être approvisionnés en armement pendant la guerre par les Français implantés en Acadie. Bien que cette aide provenant de Nouvelle-France n'ait jamais été officiellement déclarée, il n'en est pas moins que des Français, tel le baron Jean-Vincent d'Abbadie de Saint-Castin, vendirent des armes aux Wampanoags de Metacomet, trouvant par cette occasion un moyen d'ébranler les Anglais de Nouvelle-Angleterre en soutenant indirectement mais militairement les Wampanoags.
Pour le baron de Saint-Castin. par exemple, c'était une occasion inespérée de prendre les colons anglais entre deux fronts, Saint-Castin menant sa propre guerre contre les colons du Maine à la tête de guerriers abénaquis (première guerre anglo-abénaquise). L'aide française ne sera pas importante dans l'ensemble, cependant, et ne permettra pas au Roi Philip de reprendre l'avantage sur les colons au cours de l'année 1676.

### Défaite et déclin des Wampanoags

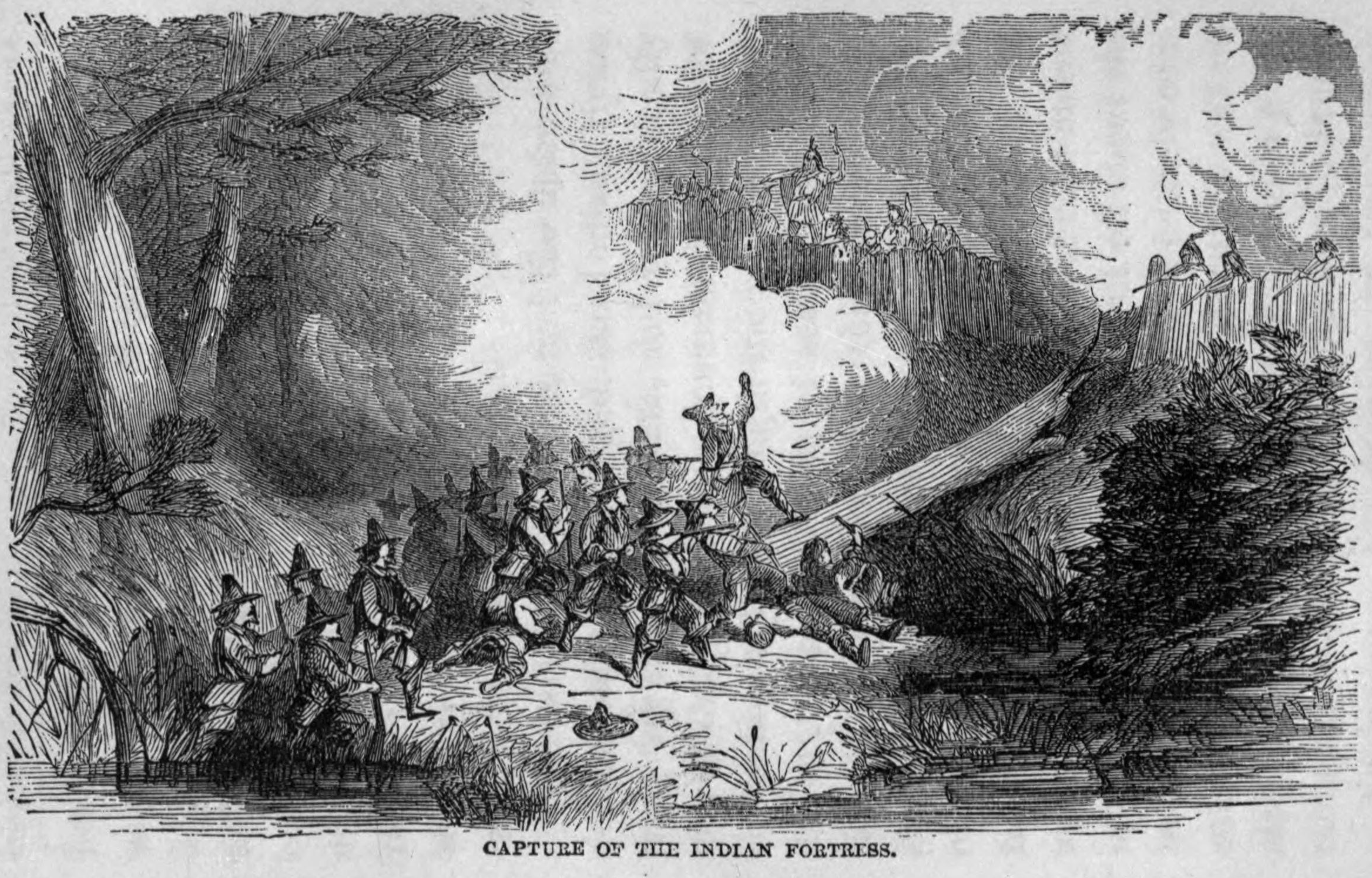
Capture du fort du Roi Philip.

Après avoir dominé la situation en 1675, les Wampanoags voient le vent tourner en faveur des Anglais en 1676. Ceux-ci se sont ressaisis et ont monté une importante force armée qui est en mesure de prendre le principal fort des Narragansets en décembre 1675, à la bataille de Great Swamp, anéantissant de fait la résistance des alliés narragansets du Roi Philip. Durant les huit derniers autres mois de guerre, les Wampanoags sont mis en déroute par deux fois. Acculés et perdant le reste de leurs alliés, ils fuient en direction des territoires iroquois. Cependant, ceux-ci, alliés aux Anglais et sur leur demande, attaquent bientôt les restes de la tribu de Metacomet. Les guerriers wampanoags sont pris entre deux feux et acculés de toute part.
Finalement, Le Roi Philip, trahi, est tué et décapité en août 1676, et sa tête est fichée sur un pieu alors que son corps est démembré par les colons. La défaite de Metacomet signe aussi le déclin et la fin de la puissance indienne aux marges et à l'intérieur de la Nouvelle-Angleterre.

## Coût humain de la guerre
Schultz et Tougias ont estimé le nombre de morts durant la guerre du Roi Philip à environ 3 000 des 20 000 Amérindiens (15 %) de la population locale et 800 des 52 000 colons anglais (1,5 %). Ce fut donc une guerre coûteuse surtout pour les Amérindiens qui étaient chez eux. Plus de la moitié des 90 villages de la Nouvelle-Angleterre furent pris d'assaut par les Amérindiens.

## Les épidémies des Amérindiens
Les maladies transmises à la population amérindienne qui entra en contact avec les colons anglais vers 1618 étaient nombreuses. La variole, les maladies vectorielles à tiques, la typhoide et la rougeole étaient parmi les pires.